# Aneilema beniniense
Aneilema beniniense là một loài thực vật có hoa trong họ Commelinaceae. Loài này được (P.Beauv.) Kunth mô tả khoa học đầu tiên năm 1843.